# Biurakn Hakhverdian
Biurakn Hakhverdian (en arménien : Բյուրակն Հախվերդյան), née le 4 octobre 1985 à Leyde, est une joueuse de water-polo internationale néerlandaise. Elle remporte notamment le titre olympique lors des Jeux olympiques d'été de 2008 avec l'équipe des Pays-Bas.

## Palmarès

### En sélection
- Pays-Bas
  - Jeux olympiques :
    - Médaille d'or : 2008.

  - Championnat d'Europe :
    - Médaille de bronze : 2010.